# 金耀街道
金耀街道是中华人民共和国河南省開封市龙亭区下辖的一个街道办事处。

## 行政区划
金耀街道下辖以下村级行政区划单位：
土城社区、武夷社区、鼎立国际社区、前锋社区、魏都社区、万胜路社区、祥和社区、马市街社区、高屯社区、三间房社区、赵屯社区、堌门社区、辛堤头社区、王府寨社区、杨岗社区、演武社区、蓝天社区、湖滨社区、香堤湾社区、明珠社区、夷山社区、复兴社区。